# ISO 3166-2:ML
ISO 3166-2:ML est l'entrée pour le Mali dans l'ISO 3166-2, qui fait partie du standard ISO 3166, publié par l'Organisation internationale de normalisation (ISO), et qui définit des codes pour les noms des principales administration territoriales (e.g. provinces ou États fédérés) pour tous les pays ayant un code ISO 3166-1.

## Régions (10) et District
Les noms des subdivisions sont listés selon l'usage de la norme ISO 3166-2, publiée par l'agence de maintenance de l'ISO 3166 (ISO 3166/MA).
```
ML-BKO
 
Bamako
 (district)

ML-7
 
Gao

ML-1
 
Kayes

ML-8
 
Kidal

ML-2
 
Koulikoro

ML-5
 
Mopti

ML-9
 
Ménaka

ML-3
 
Sikasso

ML-4
 
Ségou

ML-6
 
Tombouctou
```

Historique des changements
- 23 novembre 2017 : Ajout des régions ML-9, ML-10; mise à jour de la Liste Source